# Благодарность президента Вьетнама
Благодарность президента Вьетнама (англ. Vietnam Presidential Unit Citation) — военная награда, которая вручалась правительством Южного Вьетнама всем членам Консультативной группы по оказанию военной помощи в Индокитае и другим подразделениям, которые в течение августа и сентября 1954 года принимали участие в оказании гуманитарной помощи. На планке изображены три вертикальные красные полосы на золотом желтом фоне в золотой раме. Награда сейчас считается недействительной, так как Южный Вьетнам с 1976 года не существует.
Размер планки — ширина 9.5 мм, длина 35 мм.